# Кроненберг, Дэвид
Дэ́вид Пол Кро́ненберг (англ. David Paul Cronenberg, род. 15 марта 1943, Торонто) — канадский кинорежиссёр, сценарист и актёр, один из крупнейших представителей американского независимого кино. Кроненберг в особенности знаменит фантастическими триллерами и фильмами ужасов в стилистике боди-хоррора, такими как «Муха», «Видеодром», «Экзистенция», в которых показаны гротескные мутации, биомеханические и органические устройства. Сама фамилия Кроненберга использовалась как имя нарицательное для подобных ужасов. Помимо подобных фильмов, он снял немало психологических триллеров и драм.
В 1999 году возглавлял жюри 52-го Каннского кинофестиваля. 6 сентября 2018 года на 75-м Венецианском кинофестивале Дэвид Кроненберг получил почётного «Золотого льва» за вклад в кинематограф.

## Биография
Дэвид Кроненберг родился 15 марта 1943 года в Торонто в реформистской еврейской семье. Его мать была музыкантом, а отец — писателем. Настоящая фамилия деда Кроненберга по отцовской линии — Форман, он уроженец Литвы, оттуда с семьёй эмигрировал в США. Там он взял фамилию Леопольда Кроненберга, самого богатого человека в Литве.
Во время обучения в местном университете он снял два экспериментальных фильма: «Стерео» (1969) и «Преступления будущего» (1970). Первый коммерческий фильм Кроненберга, «Мерзость», вышел на экраны в 1975 году. Широкое внимание привлёк к режиссёру вышедший в 1982 году «Видеодром» — шокирующий фантастический триллер, где показаны органические машины и воздействие масс-медиа на человечество.
До начала 2000-х годов Кроненберг специализировался на жанре «боди-хоррор» (буквально, «ужас тела», источник ужаса — необъяснимые мутации человеческого тела). Многие из его картин поднимают проблему того, что принято считать нормальным, а что — ненормальностью, зыбкость грани между этими понятиями..
После фантастического триллера «Экзистенция» (1999, «Серебряный медведь» Берлинского фестиваля), вышедшего на экраны за несколько месяцев до «Матрицы» и поднимающего сходную философскую проблематику, внимание режиссёра стало смещаться от ненормальностей телесных к ненормальностям общественным.
В фильмах 2000-х годов, которые получили высокую оценку критиков, Кроненберг в нуаровых красках рисует беспросветно мрачный мир, где царит коренящееся в самой человеческой природе насилие.
В 2014 году был выпущен его первый печатный роман «Употреблено» (Consumed), получивший неоднозначные, но в целом положительные оценки критиков.

## Личная жизнь
В 1972 году Кроненберг женился на Маргарет Хиндсон и у них родилась дочь Кассандра. В 1979 году они развелись, причём развод сопровождался тяжёлым судебным разбирательством по поводу опеки над их дочерью. Вторым браком Кроненберг был женат на Кэролайн Зейфмен. У пары двое детей: дочь Кейтлин и сын Брендон, тоже режиссёр. Зейфмен скончалась в 2017 году.
Кроненберг атеист и не верит в жизнь после смерти.

## Фильмография
- 1969 — «Стерео» / Stereo
- 1970 — «Преступления будущего» / Crimes of the Future
- 1975 — «Судороги» («Мерзость») / Shivers
- 1977 — «Бешенство» / Rabid
- 1979 — «Беспутная компания» / Fast Company
- 1979 — «Выводок» («Отродье», «Выродки») / The Brood
- 1981 — «Сканнеры» / Scanners
- 1982 — «Видеодром» / Videodrome
- 1983 — «Мёртвая зона» / The Dead Zone
- 1986 — «Муха» / The Fly
- 1988 — «Связанные насмерть» / Dead Ringers
- 1991 — «Обед нагишом» / Naked Lunch
- 1993 — «М. Баттерфляй» / M. Butterfly
- 1996 — «Автокатастрофа» / Crash
- 1999 — «Экзистенция» / eXistenZ
- 2002 — «Паук» / Spider
- 2005 — «Оправданная жестокость» / A History of Violence
- 2007 — «Порок на экспорт» / Eastern Promises
- 2011 — «Опасный метод» / A Dangerous Method
- 2012 — «Космополис» / Cosmopolis
- 2014 — «Звёздная карта» / Maps to the Stars
- 2022 — «Преступления будущего» / Crimes of the Future
- 2024 — «Саван» / The Shrouds

Короткометражные
- 2007 — «У каждого своё кино» (эпизод «Самоубийство последнего еврея на Земле в последнем кинотеатре на Земле») / Chacun son cinéma ou Ce petit coup au coeur quand la lumière s'éteint et que le film commence (segment At the Suicide of the Last Jew in the World in the Last Cinema in the World)

Роли в кино
- 1985 — «В ночи» / Into the Night — начальник Эда
- 1986 — «Муха» / The Fly — гинеколог
- 1990 — «Ночной народ» / Nightbreed — доктор Филипп К. Деккер
- 1994 — «Суд присяжных» / Trial by Jury — камео
- 1995 — «За что стоит умереть» / To Die For — человек на озере
- 1996 — «Крайние меры» / Extreme Measures — врач
- 1996 — «Семейка придурков» / The Stupids — почтовый инспектор
- 1999 — «Воскрешение» / Resurrection — Отец Роузелл
- 2001 — «Джейсон Х» / Jason X— доктор Алосиус Бартоломью Уиммер
- 2001-2006 — «Шпионка» / Alias — доктор Бреззель
- 2010 — «По версии Барни» / Barney’s Version — режиссёр
- 2020 — «Падение» / Falling — проктолог